# Leandra diffusa
Leandra diffusa är en tvåhjärtbladig växtart som beskrevs av Célestin Alfred Cogniaux. Leandra diffusa ingår i släktet Leandra och familjen Melastomataceae. Inga underarter finns listade i Catalogue of Life.